# Asteroide Amor
| Marte (M) Troianos de Marte Vênus (V) Mercúrio (H) | Sol Asteroides Amor Terra (E) |

O grupo Amor comparado com as órbitas dos planetas terrestres do Sistema Solar

Os asteroides Amor são um grupo de asteroides próximos da Terra nomeados após o objeto arquétipo 1221 Amor. O periélio orbital desses objetos é próximo, mas maior que, o afélio orbital da Terra (ou seja, os objetos não cruzam a órbita da Terra),[1] com a maioria dos Amor cruzando a órbita de Marte. O asteroide Amor 433 Eros foi o primeiro asteroide a ser orbitado e pousado por uma sonda espacial a NEAR Shoemaker.

## Definição

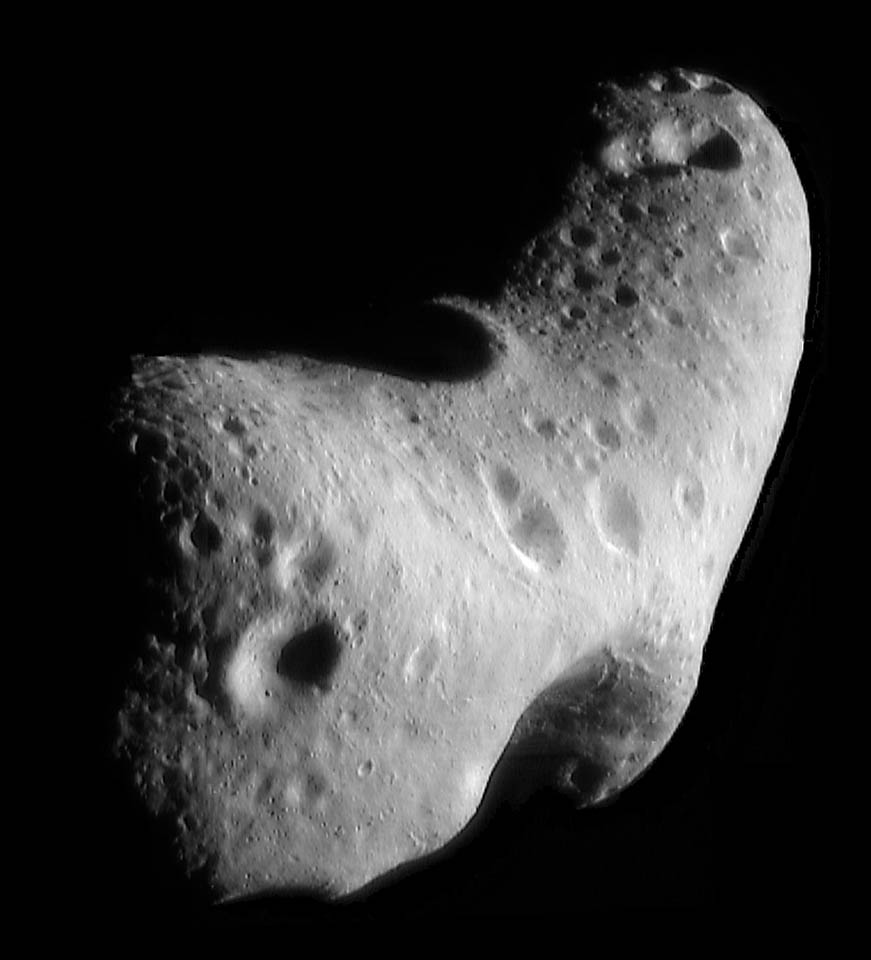
Asteroide Amor 433 Eros visitado por NEAR Shoemaker em 2000

As características orbitais que definem um asteroide como pertencente ao grupo Amor são:
- O período orbital é superior a um ano; ou seja, o semieixo maior orbital (a) é maior que 1.0 UA (a > 1.0 UA);
- A órbita não cruza a da Terra; ou seja, o periélio orbital (q) é maior que o afélio orbital da Terra  (q > 1.017 UA);
- O objeto é um objeto próximo da Terra (NEO); ou seja, q q < 1.3 UA.

## Populações
A partir de 2019, existem 7.427 asteroides Amor conhecidos. 1.153 são numerados e 75 deles são nomeados.

### Asteroides terrestres externos
Um asteroide terrestre externo é um asteroide que normalmente está além da órbita da Terra, mas que pode se aproximar do Sol do que o afélio da Terra (1.0167 UA) e não mais perto do que o periélio da Terra (0.9833 UA); ou seja, o periélio do asteroide está entre o periélio e o afélio da Terra. Os asteróides terrestres externos estão divididos entre os asteroides Amor e Apollo. Usando a definição de asteroides Amor acima, "asteroides terrestres" que nunca se aproximam do Sol do que a Terra (em qualquer ponto ao longo de sua órbita) são Amor, enquanto aqueles que o fazem são Apolo.

### Asteroides potencialmente perigosos
Para ser considerado um asteroide potencialmente perigoso (PHA), a órbita de um objeto deve, em algum ponto, chegar a 0.05 UA da órbita da Terra, e o próprio objeto deve ser suficientemente grande/massivo para causar danos regionais significativos se impactar a Terra. A maioria dos PHAs são asteroides Aton ou Apollo (e, portanto, têm órbitas que cruzam a órbita da Terra), mas aproximadamente um décimo dos PHAs são asteroides Amor. Um asteroide Amor potencialmente perigoso, portanto, deve ter um periélio inferior a 1.05 UA. Aproximadamente 20% dos Amor conhecidos atendem a esse requisito, e cerca de um quinto deles são PHAs. Os cinquenta Amor PHAs conhecidos incluem os objetos nomeados 2061 Anza, 3122 Florence, 3908 Nyx e 3671 Dionysus.

## Listas

### Proeminentes asteroides Amor
| Nome         | Ano  | Descobridor        | Refs             |
| ------------ | ---- | ------------------ | ---------------- |
| 3908 Nyx     | 1980 | Hans-Emil Schuster | MPC · JPL · LCDB |
| 1221 Amor    | 1932 | Eugène Delporte    | MPC · JPL · LCDB |
| 1036 Ganymed | 1924 | Walter Baade       | MPC · JPL · LCDB |
| 887 Alinda   | 1918 | Max Wolf           | MPC · JPL · LCDB |
| 719 Albert   | 1911 | Johann Palisa      | MPC · JPL · LCDB |
| 433 Eros     | 1898 | Carl Gustav Witt   | MPC · JPL · LCDB |

### Asteroides denominados Amor
Esta é uma lista não estática de asteroides denominados Amor.
| Designação        | Designação prov. |
| ----------------- | ---------------- |
| 433 Eros          | 1898 DQ          |
| 719 Albert        | 1911 MT          |
| 887 Alinda        | 1918 DB          |
| 1036 Ganymed      | 1924 TD          |
| 1221 Amor         | 1932 EA1         |
| 1580 Betulia      | 1950 KA          |
| 1627 Ivar         | 1929 SH          |
| 1915 Quetzalcoatl | 1953 EA          |
| 1916 Boreas       | 1953 RA          |
| 1917 Cuyo         | 1968 AA          |
| 1943 Anteros      | 1973 EC          |
| 1980 Tezcatlipoca | 1950 LA          |
| 2059 Baboquivari  | 1963 UA          |
| 2061 Anza         | 1960 UA          |
| 2202 Pele         | 1972 RA          |
| 2368 Beltrovata   | 1977 RA          |
| 2608 Seneca       | 1978 DA          |
| 3102 Krok         | 1981 QA          |
| 3122 Florence     | 1981 ET3         |
| 3199 Nefertiti    | 1982 RA          |
| 3271 Ul           | 1982 RB          |
| 3288 Seleucus     | 1982 DV          |
| 3352 McAuliffe    | 1981 CW          |
| 3551 Verenia      | 1983 RD          |
| 3552 Don Quixote  | 1983 SA          |

| Designação        | Designação prov. |
| ----------------- | ---------------- |
| 3553 Mera         | 1985 JA          |
| 3671 Dionysus     | 1984 KD          |
| 3691 Bede         | 1982 FT          |
| 3757 Anagolay     | 1982 XB          |
| 3908 Nyx          | 1980 PA          |
| 3988 Huma         | 1986 LA          |
| 4055 Magellan     | 1985 DO2         |
| 4401 Aditi        | 1985 TB          |
| 4487 Pocahontas   | 1987 UA          |
| 4503 Cleobulus    | 1989 WM          |
| 4947 Ninkasi      | 1988 TJ1         |
| 4954 Eric         | 1990 SQ          |
| 4957 Brucemurray  | 1990 XJ          |
| 5324 Lyapunov     | 1987 SL          |
| 5332 Davidaguilar | 1990 DA          |
| 5370 Taranis      | 1986 RA          |
| 5620 Jasonwheeler | 1990 OA          |
| 5653 Camarillo    | 1992 WD5         |
| 5751 Zao          | 1992 AC          |
| 5797 Bivoj        | 1980 AA          |
| 5863 Tara         | 1983 RB          |
| 5869 Tanith       | 1988 VN4         |
| 5879 Almeria      | 1992 CH1         |
| 6050 Miwablock    | 1992 AE          |
| 6456 Golombek     | 1992 OM          |

| Designação            | Designação prov. |
| --------------------- | ---------------- |
| 6569 Ondaatje         | 1993 MO          |
| 7088 Ishtar           | 1992 AA          |
| 7336 Saunders         | 1989 RS1         |
| 7358 Oze              | 1995 YA3         |
| 7480 Norwan           | 1994 PC          |
| 8013 Gordonmoore      | 1990 KA          |
| 8034 Akka             | 1992 LR          |
| 8709 Kadlu            | 1994 JF1         |
| 9172 Abhramu          | 1989 OB          |
| 9950 ESA              | 1990 VB          |
| 11284 Belenus         | 1990 BA          |
| 13553 Masaakikoyama   | 1992 JE          |
| 15745 Yuliya          | 1991 PM5         |
| 15817 Lucianotesi     | 1994 QC          |
| 16064 Davidharvey     | 1999 RH27        |
| 16912 Rhiannon        | 1998 EP8         |
| 18106 Blume           | 2000 NX3         |
| 20460 Robwhiteley     | 1999 LO28        |
| 21088 Chelyabinsk     | 1992 BL2         |
| 52387 Huitzilopochtli | 1993 OM7         |
| 65803 Didymos         | 1996 GT          |
| 96189 Pygmalion       | 1991 NT3         |
| 154991 Vinciguerra    | 2005 BX26        |
| 162011 Konnohmaru     | 1994 AB1         |
| 164215 Doloreshill    | 2004 MF6         |

| Designação       | Designação prov. |
| ---------------- | ---------------- |
| 189011 Ogmios    | 1997 NJ6         |
| 452307 Manawydan | 1997 XV11        |
| 481984 Cernunnos | 2009 KL2         |